# Jim Hutton
Jim Hutton (* 31. Mai 1934 in Binghamton, New York; † 2. Juni 1979 in Los Angeles, eigentlich Dana James Hutton) war ein US-amerikanischer Film- und Fernsehschauspieler.

## Leben
Hutton wurde als Sohn eines Zeitungsredakteurs bei New York geboren. Hutton begann seine Karriere als Schauspieler in jungen Jahren, wobei er anfangs vornehmlich in Theaterstücken in Erscheinung trat. So hatte er unter anderem für zwölf US-Dollar in der Woche Auftritte im Summer stock theatre im Ivoryton Playhouse in Ivoryton, Connecticut (Summer stock war damals in den USA der Name für regionale, oft draußen stattfindende Theaterproduktionen im Sommer).
Während seiner Armeezeit, als er unter anderem in Nürnberg stationiert war, trat er als Schauspieler an einem deutschen Theater auf und wurde dabei von dem Filmregisseur Douglas Sirk entdeckt. Zu der Zeit trat er selbst nicht nur als Schauspieler der Laienstücke in Erscheinung, sondern war auch Regisseur. Sirk engagierte ihn in weiterer Folge für seinen Film Zeit zu leben und Zeit zu sterben, in dem Hutton in der Nebenrolle des Soldaten Hirschland zu sehen war. Der 1958 erschienene Film bedeutete zugleich das Filmdebüt von Hutton, der anschließend weitere Film- und Fernsehrollen ergattern konnte.
Größere Bekanntheit erreichte er erstmals mit einer Hauptrolle in dem Studentenfilm Dazu gehören zwei aus dem Jahr 1960. Es folgten für ihn weitere Auftritte in romantischen Komödien, darunter an der Seite von Paula Prentiss in mehreren Filmen sowie 1966 in Nicht so schnell, mein Junge neben Cary Grant (in dessen letzter Filmrolle) und Samantha Eggar. 1965 spielte Hutton in der aufwendig produzierten Westernkomödie Vierzig Wagen westwärts in einer der Hauptrollen mit. Hutton übernahm aber auch ernste Rollen, so 1965 in dem Western Sierra Charriba von Regisseur Sam Peckinpah und 1968 in dem Vietnam-Kriegsfilm Die grünen Teufel unter Regie von John Wayne, in dem Wayne auch als Schauspieler auftrat. Noch im selben Jahr spielte Hutton erneut an der Seite Waynes in dem Film Die Unerschrockenen.
Hutton wurde in den 1960er Jahren zeitweise als kommender großer Hollywood-Star gehandelt und in seiner Darstellung von hochgewachsenen, netten, leicht schüchternen Typen etwa mit dem jungen James Stewart verglichen. Allerdings blieben ab dem Ende der Dekade die Rollenangebote für Kinofilme weitgehend aus, und im Kino des New Hollywoods war Hutton offenbar nicht mehr gefragt. So begann er in den 1970er Jahren hauptsächlich für das Fernsehen zu arbeiten und übernahm Hauptrollen in einer Reihe von Fernsehfilmen. Von 1975 bis 1976 spielte er die Titelrolle des Detektivs Ellery Queen in einer gleichnamigen Fernsehserie, die in Deutschland unter dem Titel Mord à la Mode ausgestrahlt wurde. Huttons Partner in der Serie war der Schauspieler David Wayne, der Ellerys Vater darstellte. Insgesamt umfasst das filmische Schaffen von Hutton bis zu seinem relativ frühen Tod über 45 Film- und Fernsehproduktionen.
Jim Hutton starb am 2. Juni 1979 im Alter von 45 Jahren in einem Krankenhaus in Los Angeles an Leberkrebs. Er war geschieden, hinterließ drei Söhne und wurde auf dem Westwood Village Memorial Park Cemetery in Los Angeles beerdigt. Sein Sohn, der Schauspieler Timothy Hutton, widmete ihm 1981 den Oscar, den er in der Kategorie Bester Nebendarsteller gewonnen hatte.
Er ist nicht zu verwechseln mit Jim Hutton (1949–2010), dem gleichnamigen Lebensgefährten von Freddie Mercury.

## Filmografie (Auswahl)
- 1958: Zeit zu leben und Zeit zu sterben (A Time to Love and a Time to Die)
- 1959: Vor uns die Hölle (Ten Seconds to Hell)
- 1959: Twilight Zone (The Twilight Zone, Fernsehserie, 1 Folge)
- 1960: Vater ist der Beste (Father Knows Best, Fernsehserie, 1 Folge)
- 1960: Die Kellerratten (The Subterraneans)
- 1960: Dazu… gehören zwei (Where the Boys Are)
- 1961: Die Heiratsmaschine (The Honeymoon Machine)
- 1961: Junggeselle im Paradies (Bachelor in Paradise)
- 1962: Ein Leutnant und ein Bett (The Horizontal Lieutenant)
- 1962: Zeit der Anpassung (Period of Adjustment)
- 1963: Sonntag in New York (Sunday in New York) (Cameo-Auftritt)
- 1964: Looking for Love
- 1965: Sierra Charriba (Major Dundee)
- 1965: Vierzig Wagen westwärts (The Hallelujah Trail)
- 1965: Das Baby und der Haustyrann (Never Too Late)
- 1966: Immer Ärger mit den Engeln (The Trouble with Angels) (Cameo-Auftritt)
- 1966: Nicht so schnell, mein Junge (Walk, Don’t Run)
- 1967: Was kümmert uns die Bank? (Who’s Minding the Mint?)
- 1968: Die grünen Teufel (The Green Berets)
- 1968: Die Unerschrockenen (Hellfighters)
- 1971: The Name of the Game (Fernsehserie, 1 Folge)
- 1971–1973: Wo die Liebe hinfällt (Love... American Style, Fernsehserie, 3 Folgen)
- 1972: Captain Newman, M.D. (Fernsehfilm)
- 1974: Dr. med. Marcus Welby (Marcus Welby, M.D., Fernsehserie, 1 Folge)
- 1974: Familiengeheimnisse (The Underground Man, Fernsehfilm)
- 1974: Der Chef (Ironside, Fernsehserie, 1 Folge)
- 1975: Psychic Killer
- 1975–1976: Mord à la Mode (Ellery Queen, Fernsehserie, 23 Folgen)
- 1977: One Day at a Time (Fernsehserie, 4 Folgen)
- 1978: Die Liebestollen Stewardessen (Flying High, Fernsehserie, 1 Folge)
- 1979: Butterflies (Fernsehfilm)